# (72567) 2001 EX10
2001 إي أكس 10 (ويعرف أيضًا باسم (72567) 2001 إي أكس 10 وفق تسمية الكوكب الصغير) (بالإنجليزية: 2001 EX10)‏ هو كويكب ضمن حزام الكويكبات؛ وترتيبه 72567 من حيث الاكتشاف.
اكتُشف هذا الجُرم الفلكي بواسطة تعقب الأجرام القريبة من الأرض في 2 مارس 2001.

## وصلات خارجية
- (72567) 2001 EX10 في قاعدة بيانات مختبر الدفع النفاث لأجرام النظام الشمسي الصغيرة

- الاكتشاف · مخطط المدار ·  العناصر المدارية · المعلمات المادية

- (72567) 2001 EX10 على موقع ويكي سكاي: DSS2, SDSS, GALEX, IRAS, Hydrogen α, X-Ray, Astrophoto, Sky Map, Articles and images